# Rolls-Royce Buzzard
La Rolls-Royce Buzzard est un moteur d'avion à pistons britannique d'une cylindrée de 36,7 litres produisant environ 800 ch (588 kW). Conçu et construit par Rolls-Royce Limited, il s'agit d'un moteur V12 avec un alésage de 152 mm et 167,64 mm de course. Seulement 100 exemplaires de ce moteur furent fabriqués. Un autre développement ultérieur donna le moteur Rolls-Royce R. Le Buzzard a été développé en augmentant les capacités du Rolls-Royce Kestrel.

## Variantes[2]
Buzzard IMS, (H.XIMS)
(1927), puissance maximale 955 ch (702 kW), 9 moteurs produits à Derby.
Buzzard IIMS, (H.XIIMS)
(1932-33), puissance maximale 955 ch (702 kW), rapport d'entraînement de l'hélice réduit (0,553: 1), 69 moteurs produits à Derby.
Buzzard IIIMS, (H.XIVMS)
(1931-33), puissance maximale 937 ch (689 kW), rapport de transmission d'hélice encore réduit (0,477: 1), 22 moteurs produits à Derby.

## Applications

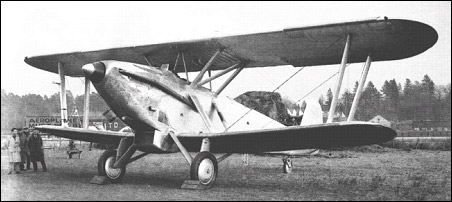
L'unique Vickers Type 207 motorisé par un Buzzard vers 1933

- Blackburn Iris Mark V
- Blackburn M.1/30
- Blackburn Perth
- Handley Page HP46
- Kawanishi H3K
- Sarafand court
- Vickers Type 207

## Spécifications (Buzzard IMS)[3]

### Composants
- Distribution : Arbre à cames en tête
- Suralimentation : Compresseur volumétrique à un étage
- Carburant : essence indice d'octane 73-77
- Refroidissement : Liquide

### Performances
- Puissance de sortie : 800 ch (588,4 kW)
- Puissance unitaire : 0.36 hp/in³ (16.3 kW/L)
- Taux de compression : 5.5:1
- Puissance massique : 0.7 hp/lb

#### Développement famille de moteurs
- Rolls-Royce Kestrel
- Rolls-Royce R

#### Moteurs comparables
- Daimler-Benz DB 600
- Fiat AS.3
- Rolls-Royce Griffon

#### Liste en relation
- Liste des moteurs d'avions